# Jeune à la retraite
Albums de Féfé
Le charme des premiers jours
(2013)
Jeune à la retraite est le premier album de Féfé, sorti le 12 octobre 2009.

## Liste des pistes
| No  | Titre                                 | Auteur           | Compositeur(s)       | Durée |
| --- | ------------------------------------- | ---------------- | -------------------- | ----- |
| 1.  | Jeune à la retraite                   | Féfé             | Féfé                 | 3:29  |
| 2.  | Clichés (Aka Le blues du banlieusard) | Féfé             | Féfé, Roland Jericho | 3:21  |
| 3.  | Dans ma rue                           | Féfé             | Féfé                 | 3:53  |
| 4.  | Mes héros (Version acoustique)        | Féfé             | Féfé                 | 3:18  |
| 5.  | C’est comme ça                        | Féfé             | Féfé                 | 3:43  |
| 6.  | Miss Wesh Wesh Yo                     | Féfé             | Féfé                 | 3:29  |
| 7.  | Cherche (feat. Sir Samuel)            | Féfé, Sir Samuel | Féfé                 | 4:04  |
| 8.  | Pause                                 | Féfé             | Féfé                 | 3:19  |
| 9.  | VPC                                   | Féfé             | Féfé                 | 3:53  |
| 10. | Ride Home (feat. Patrice)             | Féfé, Patrice    | Féfé                 | 3:10  |
| 11. | Être père                             | Féfé             | Féfé                 | 3:07  |

## Clips vidéo
- Dans ma rue : 3 août 2009
- VPC : 14 avril 2010